# August Schnorrenberg

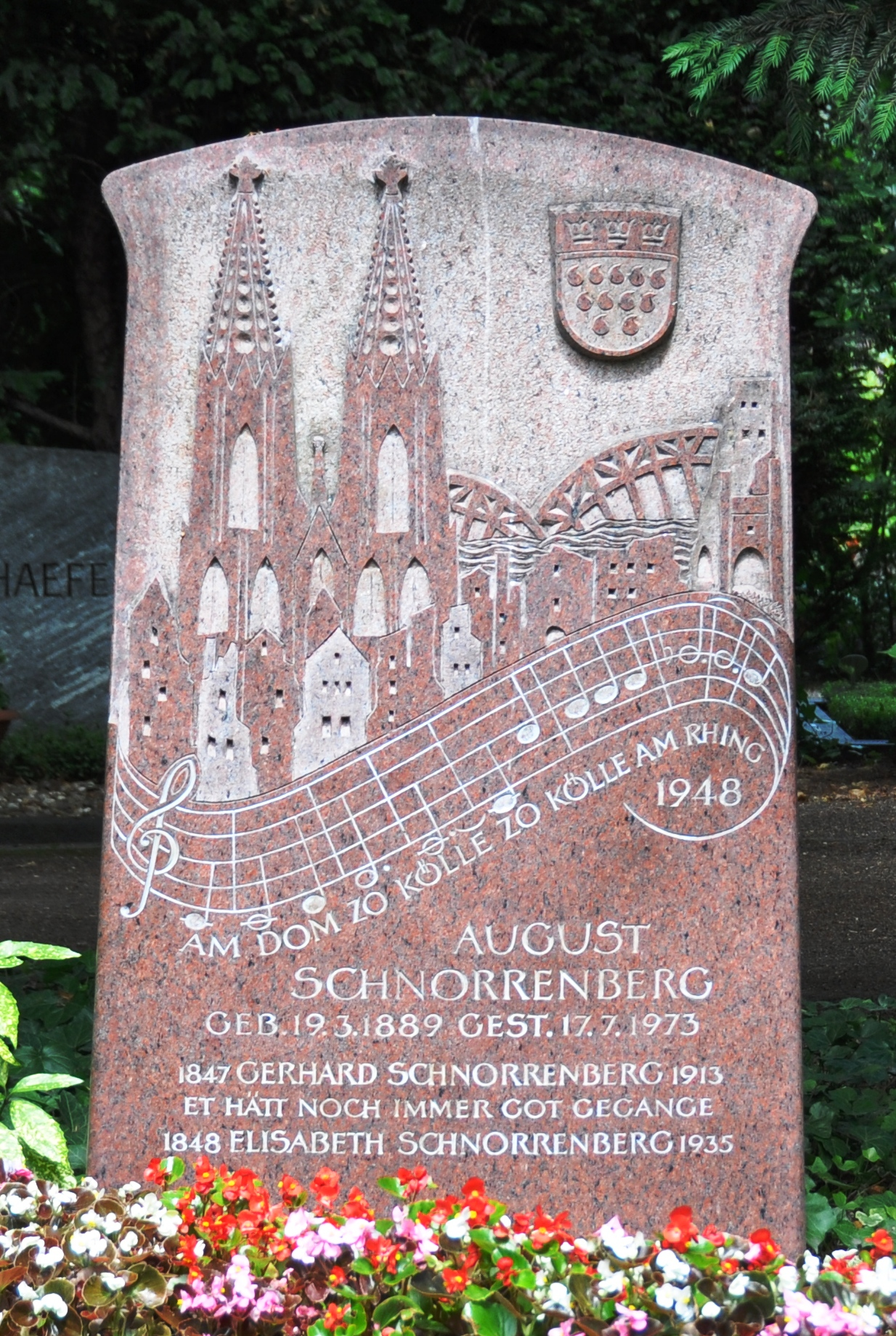
Grabstein für August Schnorrenberg auf dem Melaten-Friedhof in Köln

Joseph Gerhard August Schnorrenberg (* 19. März 1889 in Köln; † 11. Juli 1973 ebenda) war ein deutscher Komponist und Liedtexter.

## Biographie
August Schnorrenberg entstammte einer „urkölschen“ Familie. Sein ältester feststellbarer Ahnherr Thomas Schnorrenberg saß 1555 im Rat der Stadt Köln. Das Kölner Personen-Lexikon beschreibt August Schnorrenberg als „letzten Spross“ einer „durch Kriegsschäden verarmten alteingesessenen“ Kölner Familie.
Sein Vater war Gerhard Schnorrenberg (1847–1913), der neben Kölner Volksliedern auch Libretti für Paul Lincke verfasste. Er war Autor von Stücken für das Millowitsch-Theater und Übersetzer, und er gilt als Erfinder von Tünnes und Schäl als Duo.
Am 5. Januar 1913 hatte der damals 23-jährige Schnorrenberg, der von Beruf Handelsvertreter war, sein künstlerisches Debüt, als bei einer Sitzung der Karnevalsgesellschaft Große Kölner sein Lied So schön wie Du angekündigt wurde. Im Laufe seines Schaffens komponierte und textete er über 130 Lieder, auf Hochdeutsch wie auf Kölsch, die er auch selbst vortrug. Sein Lied Am Dom zo Kölle  entstand nach dem Ende des Zweiten Weltkriegs anlässlich des 700. Jahrestages der Grundsteinlegung des inmitten von Ruinen stehenden (vermeintlich unversehrten) Kölner Doms und wurde zur „Vision des Wiederaufbaus“. Der Refrain lautet:
Am Dom zo Kölle - zo Kölle am Rhing
do klinge de Jlocke su prächtich un fing.
He welle mer blieve - he sin mer zo Huus,
he kritt uns kei Deuvel, kei Deuvel erus.
Der erste von vielen Interpreten des Liedes war der Kölner Sänger Willy Schneider. Die erste Version mit Schneider wurde am 15. Februar 1947 im großen Sendesaal des NWDR öffentlich aufgeführt und wenige Wochen später, am Rosenmontag, im Rundfunk ausgestrahlt. Zudem wurden – trotz Papiermangels – 10.000 Bildpostkarten gedruckt. 1954 erschien das Lied auf Schallplatte.
1996 wurde das Lied durch die Bläck Fööss wieder populär als Beitrag in der multimedialen Zeitreise mit dem Titel usjebomb & opjebaut von Reinold Louis. Das Lied gehört zum Repertoire der Domkantorei Köln und wird insbesondere bei Gottesdiensten für Karnevalisten im Kölner Dom gesungen. 2017 wurde es im Rahmen des Festaktes zum 175-jährigen Bestehens des Kölner Dombauvereins vom Kölner Männer-Gesang-Verein gemeinsam mit der Neuen Philharmonie Westfalen und dem Mädchenchor am Kölner Dom in Anwesenheit von Bundespräsident Frank-Walter Steinmeier in der Kölner Philharmonie aufgeführt.
1967 wurde Schnorrenberg auf der Prinzenproklamation mit der erstmals verliehenen Ostermann-Medaille geehrt. Dies war der erste Orden, den Schnorrenberg erhielt, der die Verleihung mit den bescheidenen Worten kommentierte: „Mer soll de Botz nit größer machen lassen, als die Fott es.“
1973 erlag August Schnorrenberg im Alter von 84 Jahren einem Nierenleiden. Er war Junggeselle und kinderlos. Er wurde auf dem Melaten-Friedhof (Flur 10 (T)) beigesetzt. Nach Ablauf der Ruhefrist wurde das Grab eingeebnet. 2004 ließ die Große Kölner Karnevalsgesellschaft 1882 e. V. das Grab wieder herrichten und einen Grabstein aufstellen.